# 杨慧芝
杨慧芝（1956年—），江西吉安人，汉族，中华人民共和国政治人物、第十二届全国人民代表大会江西地区代表。
担任吉安市青原区新圩镇新圩居委会主任 专业。加入中国共产党。2013年，担任全国人大代表。